# Dramatik
Dramatik er en betegnelse for den litterære hovedgenre, hvis udtryksform er dramaet, oftest i form af et teaterstykke. De øvrige hovedgenrer er epikken og lyrikken. Drama består oftest af en eller flere konflikter. 
Dramatikgenren omfatter udover skuespil også manuskripter til spillefilm og tv-serier. Noget dramatik er imidlertid ikke skrevet for at blive opført som skuespil; eksempelvis er Goethes drama Faust et læsedrama, dette er ligeledes tilfældet med danske Adam Oehlenschlägers drama Sanct Hansaften-Spil. 
| Sprog og litteratur | Spire Denne artikel om litteratur er en spire som bør udbygges. Du er velkommen til at hjælpe Wikipedia ved at udvide den. |